# Stenorumia
Stenorumia là một chi bướm đêm thuộc họ Geometridae.